# Cultura Sub-Bonnanaro
La cultura Sub-Bonnanaro (o Bonnanaro B) è una cultura che si sviluppò in Sardegna alla metà II millennio a.C. fra il 1650 e il 1330 a.C. . Lentamente da una fase prenuragica, attraverso questa cultura si transitò definitivamente alla cultura nuragica vera e propria, con la costruzione generalizzata a tutta l'isola di migliaia torri nuragiche.

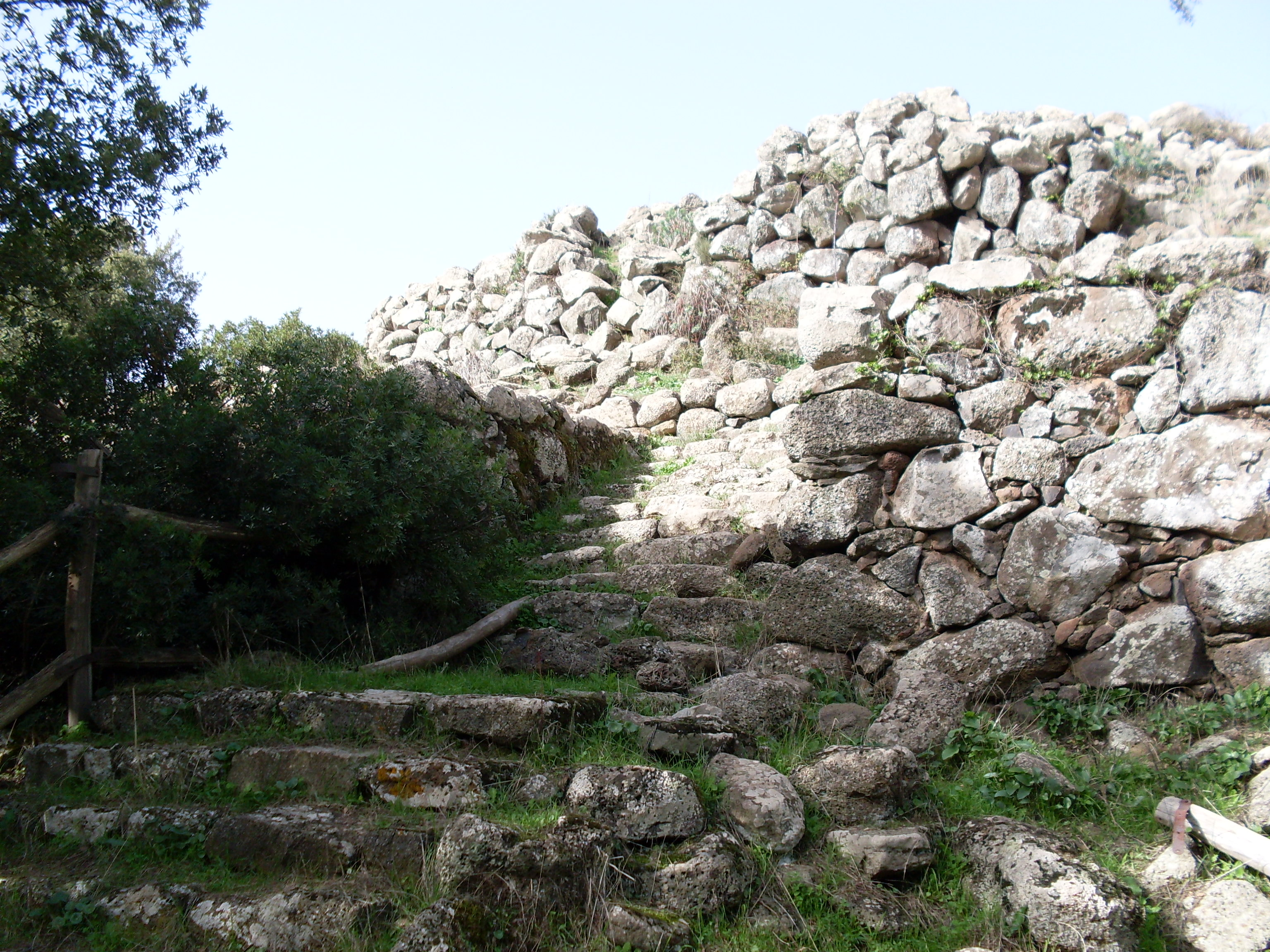
Resti del protonuraghe di Bruncu Madugui

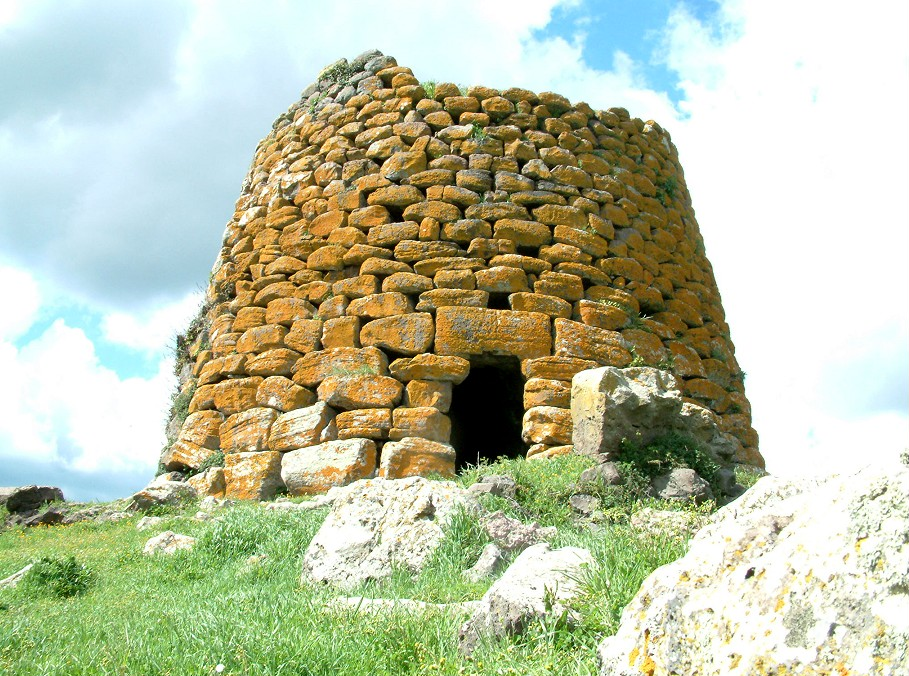
Nuraghe monotorre

## Cronologia
|                            | Secolo prima di cristo |
| -------------------------- | ---------------------- |
| Sub-Bonnanaro Sa Turricula | 1650/1600-1500         |
| Sub-Bonnanaro Monti Mannu  | 1500-1400              |
| Sub-Bonnanaro San Cosimo   | 1400-1330              |

## Insediamenti
Gli pseudonuraghi e i protonuraghi sono poco numerosi rispetto al totale delle costruzioni. I primi sono costituiti da una base con corridoio e un vano scala per accedere al terrazzo. Qui sono costruite una o più capanne con base di pietra e copertura con travi e frasche come quello di Bruncu Madugui di Gesturi. 
I protonuraghi hanno, a livello del suolo, una camera con due cellette laterali, o più camere con falsa volta (a thòlos  tronca), su cui si stende un solaio di lastroni di pietra. Sopra si costruiscono capanne di pietra con copertura di travi e frasche. 
A questo periodo appartengono anche un gran numero di nuraghi monotorre e si può notare facilmente il periodo di costruzione delle torri da una maggiore o minore l'inclinazione delle pareti esterne: i nuraghi più antichi hanno un'inclinazione dei muri simile a quella di Su Nuraxi di Barumini; quelli di età media hanno un'inclinazione simile al nuraghe Santu Antine di Torralba, mentre in quelli di età più recente l'inclinazione dei muri è somigliante a quella del nuraghe Losa di Abbasanta.

## Culto
Contemporaneamente alla costruzione di nuraghi, si iniziò l'edificazione di pozzi sacri per il culto delle acque, assieme ai templi a megaron di supposta derivazione micenea e le tombe dei giganti iniziarono ad essere costruite con tecnica nuragica e senza stele centrale